# 郝廣才
郝廣才（1961年4月3日—），中華民國繪本作家，著有兒童繪本、青少年圖畫書。美國《出版人週刊》稱之為「台灣與國際繪本界接軌的推手」。

## 學歷
- 國立政治大學法律學系
- 臺北市私立靜心國民中小學

## 經歷
- 格林文化發行人

## 作品

### 繪本
- 搖滾馬戲團（19XX年，台灣東方）
- 拯救獨角人（19XX年，台灣東方）
- 學說謊的人（19XX年，台灣東方）
- 英雄不怕貓（19XX年，台灣東方）
- 金魚王在哪裡（19XX年，台灣東方）
- 小彈珠大麻煩（19XX年，台灣東方）
- 蝴蝶新衣（19XX年，台灣東方）
- 青蛙變變變（19XX年，台灣東方）
- 起床啦，皇帝！（1988年，信誼基金）
- 夢幻城堡 (1988年，格林文化）
- 一片披薩一塊錢（1990年，格林文化）
- 巨人和春天（1990年，格林文化）
- 小木偶與金鑰匙（1990年，遠流）
- 蛤蟆娃(1992年，遠流)
- 七兄弟(1992年，遠流)
- 羅伯史考特（1998年，格林文化）
- 希望的翅膀（2000年，格林文化）
- 好鼻師（2003年，格林文化）
- 白賊七（2003年，格林文化）
- 小石佛（2003年，格林文化）
- 羽毛交會的時候（2003年，格林文化）
- 第一百個客人（2004年，格林文化）
- 英雄不怕貓（2005年，格林文化）
- 大熊米多力（2006年，格林文化）
- 大象男孩與機器女孩（2006年，格林文化）
- 跳.跳.跳（2007年，格林文化）
- 阿比忘了什麼（2007年，格林文化）
- 嘟寶要睡覺（2007年，格林文化）
- 水蜜桃阿嬤（2007年，格林文化）
- 小羊咩找媽媽（2007年，格林文化）
- 乖乖睡，好不好？（2008年，格林文化）
- 皇帝與夜鶯（2008年，格林文化）
- 一秒鐘的改變（2009年，格林文化）
- 熊夢蝶蝶夢熊（2009年，格林文化）
- 最美的禮物（2010年，格林文化）
- 夫子說（2010年，格林文化）
- 蝴蝶新衣（2010年，格林文化）
- 跳舞吧老鼠（2010年，格林文化）
- 新天糖樂園（2010年，格林文化）
- 魚兒水中游（2010年，格林文化）
- 長靴貓大俠（2011年，格林文化）
- 無敵環保小蜜蜂（2011年，格林文化）
- 野獸王子（2011年，格林文化）
- 銀河玩具島（2011年，格林文化）
- 孫中山（2011年，格林文化）
- 愛是愛情的愛（2011年，格林文化）
- 啄木鳥的法寶（2012年，格林文化）
- 不老騎士（2012年，格林文化）
- 旅館開，錢進來（2013年，格林文化）
- 寶寶睡，睡飽飽（2013年，格林文化）
- 風，往哪個方向吹？綠能環保救地球（2014年，格林文化）
- 沒關係，我幫你（2015年，格林文化）
- 123翻一翻（2015年，格林文化）
- 好好照顧我的花（2015年，格林文化）
- 浴缸變小了（2015年，格林文化）
- 哪個星星是我家？（2015年，格林文化）
- 更少得更多（2016年，格林文化）
- 爸爸的鬍子想我嗎？（2016年，格林文化）
- 嘟寶要睡覺（2016年，格林文化）
- 餃子（2017年，格林文化）
- 蝴蝶遇見公主（2017年，格林文化）
- 朋友一起（2017年，格林文化）
- 我會好好吃飯!（2017年，格林文化）
- 媽媽的一碗湯（2017年，格林文化）
- 爺爺的玩具王國（2017年，格林文化）
- 魚之樂（2018年，格林文化）
- 一張鈔票一百元（2018年，格林文化）
- 米食樂（2018年，格林文化）
- 茶（2018年，格林文化）
- 英雄 (2019年，格林文化)
- 豆腐 (2019年，格林文化)
- 論語從小懂：孔子說 (2020年，格林文化)
- 莊子從小懂：莊子夢 (2020年，格林文化)
- 心經從小懂：觀自在 (2020年，格林文化)
- 爸爸 (2020年，格林文化)
- 老鼠嫁女兒 (2020年，格林文化)
- 乳香樹天空 (2020年，格林文化)
- 愛自己，不生氣(2021年，格林文化)
- 大巨人，小朋友(2021年，格林文化)
- 帶衰老鼠死得快(2021年，格林文化)
- 大老虎 誰不怕(2021年，格林文化)
- 秘密遊戲(2021年，格林文化)
- 我不是故意的(2022年，格林文化)
- 我們乖乖睡(2022年，格林文化)
- 爸爸想我嗎？(2022年，格林文化)
- 牛郎織女七月七(2022年，格林文化)
- 薪火相傳：筆墨紙硯(2023年，格林文化)
- 一二三 來交換(2023年，格林文化)
- 想念的味道(2024年，格林文化)
- 白色的想念(2024年，格林文化)
- 夢想的速度 (2024年，格林文化)
- 活成自己的光 (2024年，格林文化)

### 散文
- 好繪本，如何好（2006年9月，格林文化）
- 腦力發電：打開創意的開關（2006年，皇冠文化）
- 帶衰老鼠死得快（2007年，格林文化）
- 愛情不用這麼瞎（2009年，皇冠文化）
- 村上有春樹，村下有搖錢樹：錢是掉進口袋，還是腦袋（2013年，皇冠文化）
- 今天：366天，每天打開一道門（2015年，格林文化）
- 英雄（2017年，格林文化）
- 有一天（2017年，格林文化）
- 寫作教練在你家（2017年，遊目族）
- 夢想（2020年，格林文化）
- 開關：問題的100個答案，99個是創意（2021年，遊目族）
- 世紀今日（2022年，格林文化）

### 翻譯
- 你好, 老包（1991年，遠流）
- 跳月的精靈（1992年，遠流）
- 跳鼠的故事（1992年，遠流）
- 強強的月亮（1997年，格林文化）
- 金銀島（1997年，格林文化）
- 奧莉薇（2001年，格林文化）
- 和平天使（2003年，格林文化）
- 瘋狂星期二（2003年，格林文化）
- 奧莉薇搶救玩具大作戰（2003年，格林文化）
- 迷走星球（2005年，格林文化）
- 泰迪的禮物（2009年，格林文化）
- 百年之家（2010年，格林文化）
- 我...有夢（2011年，格林文化）
- 快樂的一天（2012年，遠流出版）
- 龍阿蠻（2014年，格林文化）
- 不可以吃我的妹妹（2015年，格林文化）
- 美女還是老虎（2016年，格林文化）
- 獨角獸（2017年，格林文化）

## 相關
- 第40屆金鼎獎頒獎典禮共同主持人
- 〈改變世界的密碼〉（中視《新聞NEW一下》單元）主持人

## 爭議
- 郝廣才在金鼎獎發言：「許多台灣人像外勞一樣坐在台北車站大廳地上，台灣人是不是愈來愈像外勞了呢？這是否是教養問題？」受到林靜儀、廖雲章、張正、陳智菡等知名人士的不認同[2]。